# V774104
V774104 est le nom de travail de ce qui serait une planète naine potentielle, découverte à environ 103 unités astronomiques (~15,4 milliards de kilomètres) du Soleil, environ trois fois plus loin du Soleil que Pluton. Mais cet objet se révèle n'être autre que 2015 TH367 ; par ailleurs la presse l'a faussement identifié à 2015 TG387 (nommé (541132) Leleākūhonua).

## Découverte
Sa découverte a été annoncée le 10 novembre 2015 par Scott S. Sheppard, un astronome de l'institut de sciences Carnegie, à Washington, aux États-Unis, lors d'un congrès de l'Union américaine d'astronomie qui se tenait à National Harbor, Maryland,.